# Regulus satrapa
Regulus satrapa là một loài chim trong họ Regulidae.